# Tucupi

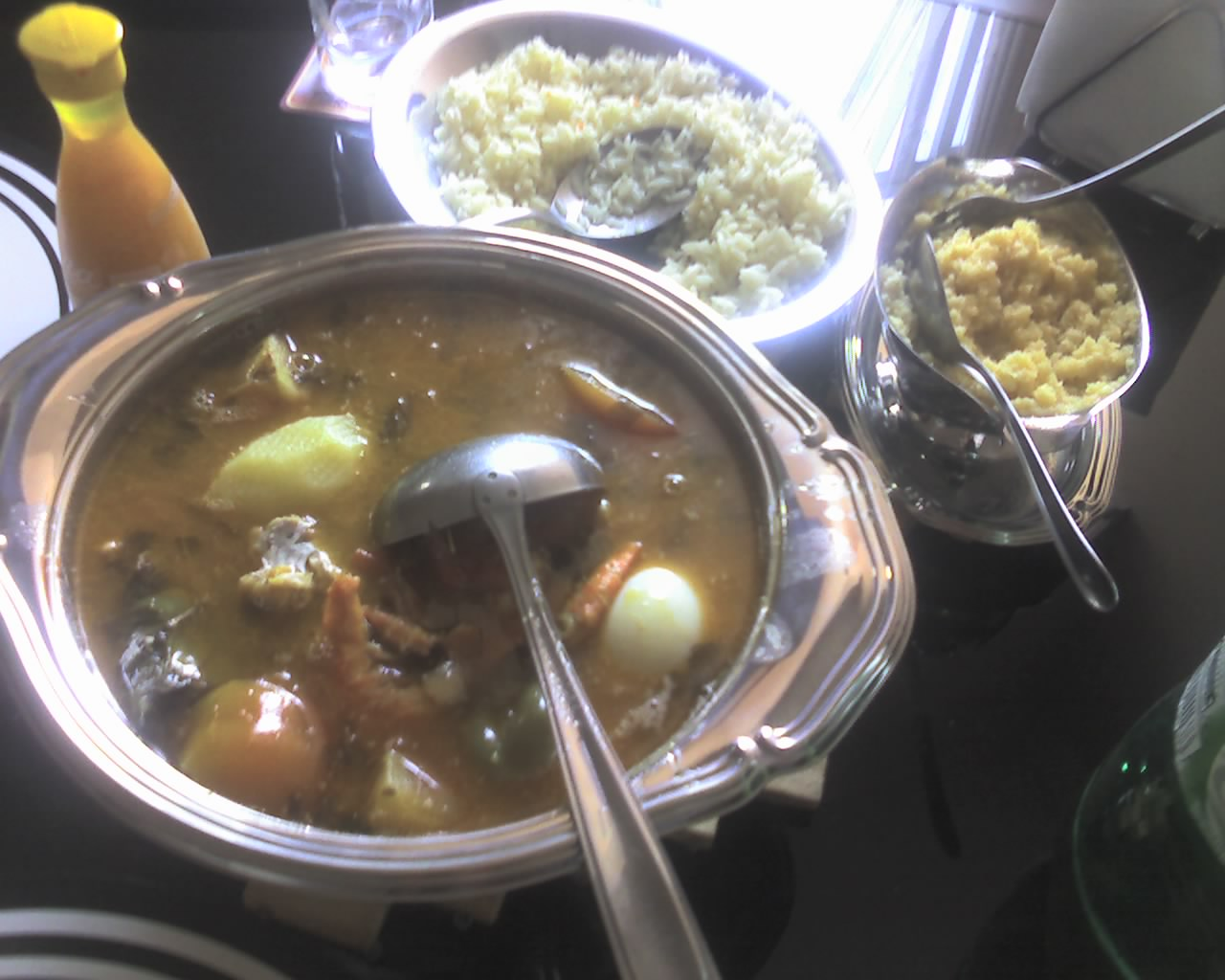
Le tucupi entre dans la composition de la caldeirada paraense, une soupe de poisson de la région de Belém.

Le tucupi est une sauce jaune à base de jus de manioc consommée au Brésil, plus particulièrement en Amazonie. C’est un sous-produit de la fabrication du tapioca (goma, ou fécule de manioc). Le jus du manioc est toxique quand il est cru (il contient de l’acide cyanhydrique).

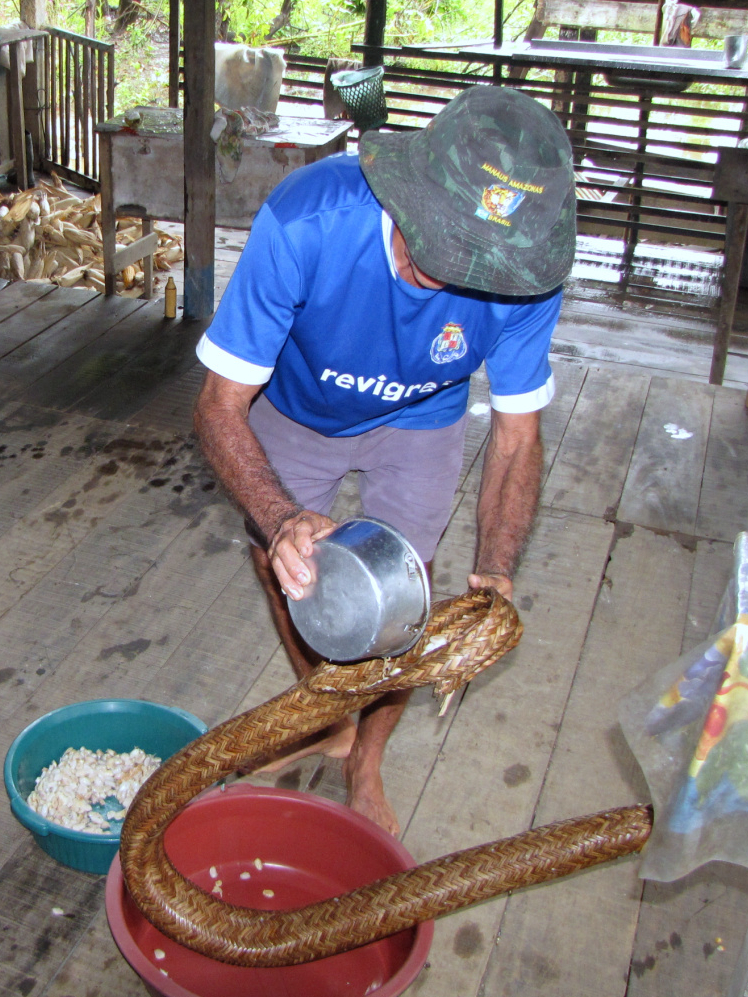
Filtrage du tapioca dans un tipiti.

Pour préparer le tucupi, il faut peler, râper et extraire le jus du manioc. On utilise traditionnellement un tipiti (pt) (ou couleuvre à manioc), un instrument en forme de chaussette, tressé avec des feuilles de palmier. Après avoir été pressé grâce au tipiti, on laisse le jus « reposer » pour que le tapioca (goma) se sépare du liquide (tucupi). Toxique à ce stade, il doit être bouilli pendant plusieurs heures pour éliminer le poison. Il peut alors être utilisé comme une sauce. Assaisonné de sel et de piment, quelquefois d’herbes aromatiques (par exemple alfavaca, variété brésilienne de basilic, ou chicoria, coriandre longue ou Eryngium foetidum), il est un condiment acidulé présent sur toutes les tables amazoniennes.

## Mythologie
Selon la légende, Jacy (la Lune) et Iassytatassú (Vénus), visitèrent ensemble le centre de la Terre. Le serpent Tyiiba mordit le visage de Jacy, et les larmes de Jacy tombèrent sur une plantation de manioc. Depuis lors, le visage de Jacy est marqué par les morsures de serpent et de ses larmes découle le tucupi.

## Gastronomie

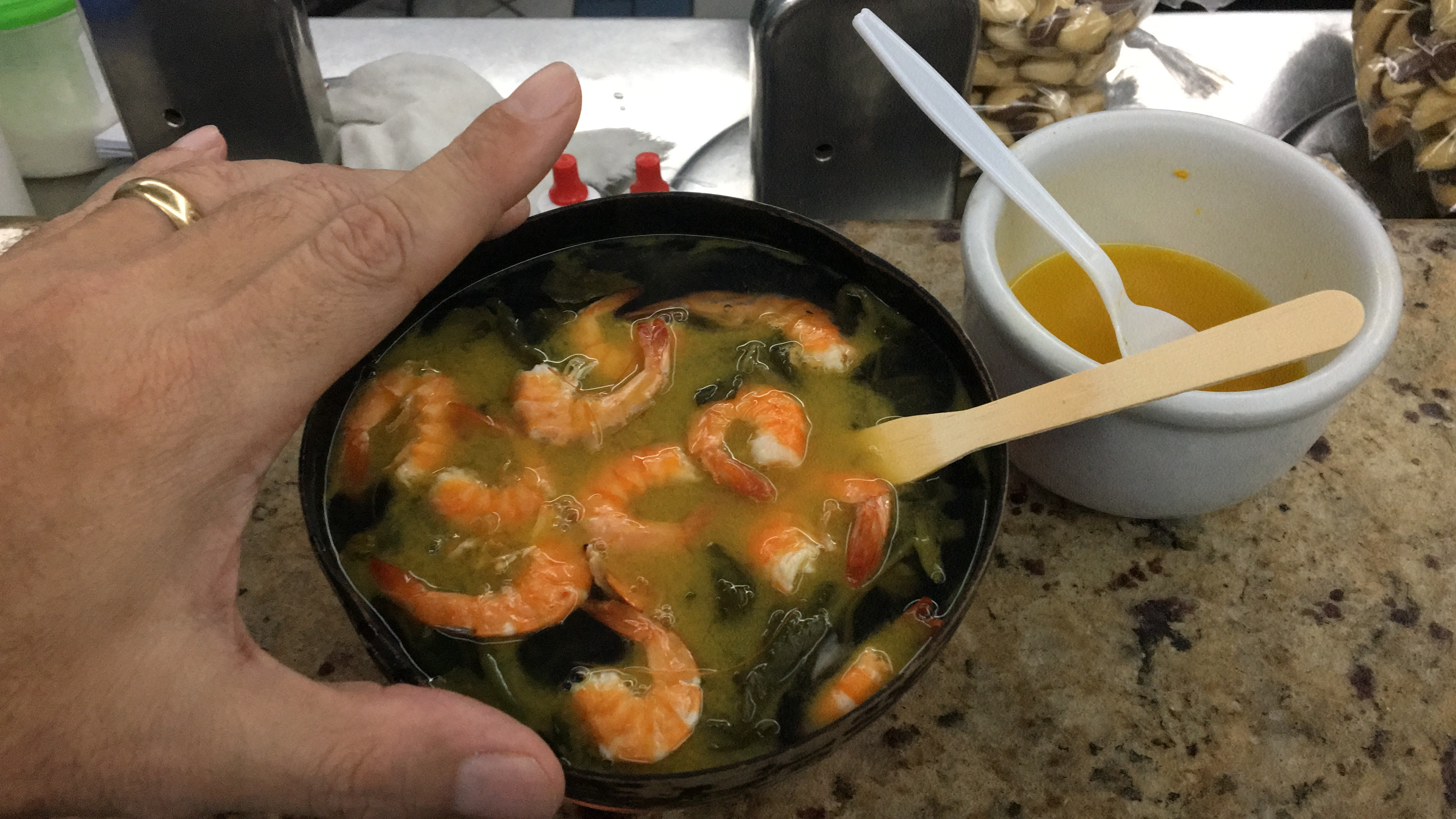
Le tacacá, spécialité faîte à base de tucupi

Le tucupi est très commun dans la cuisine brésilienne de la région amazonienne. Le canard au tucupi (pato no tucupi) est un plat très apprécié. Le canard est préalablement rôti, puis émietté, avant de finir sa cuisson dans une sauce à base de tucupi et de jambu (brède mafane Acmella oleracea).
La tacacá est une autre spécialité de la cuisine amazonienne à base de tucupi. Principalement appréciée dans l'État du Pará, elle est servie dans un bol fait d'une demi-calebasse (cuia en portugais, coui dans les Antilles françaises). Le tucupi bouillant est versé sur la goma (fécule de manioc), qui donne une texture veloutée particulière à la soupe. La soupe est agrémentée de chicoria (ou coriandre longue), de jambu et de crevettes séchées. La tacaca est souvent vendue dans la rue par les tacacazeiras.
La nature acidulée du tucupi accentue les effets du jambu, qui cause un engourdissement et un picotement des lèvres et de la bouche.